# Laguna Blanca (Chaco)
Laguna Blanca es una localidad y municipio ubicado en el sudeste de la provincia del Chaco, Argentina, dentro del departamento Libertad. Fue una de las primeras colonias del Chaco, fundada dentro del proceso de expansión iniciado a partir de la Colonia Resistencia.

## Hidrografía
Laguna Blanca se encuentra a 2 kilómetros de la desembocadura del arroyo Saladillo sobre el río Negro. A 1,8 km de dicha confluencia se halla la obra del canal derivador del río Negro, el cual desvía parte del caudal del río hacia el río Salado en épocas de crecientes. Protege de este modo el área metropolitana del Gran Resistencia.

## Vías de comunicación
El principal acceso es un camino asfaltado de 4 kilómetros que la vincula con la ruta Nacional 16 (asfaltada), esta a su vez la comunica con Puerto Tirol y Resistencia al sudeste, y con Makallé y Presidencia Roque Sáenz Peña al noroeste.
Cuenta con la estación Laguna Blanca del ferrocarril General Belgrano por la cual pasan servicios de cargas de la empresa estatal Trenes Argentinos Cargas, no así servicios de pasajeros.

## Población
Cuenta con 547 habitantes (Indec, 2010), lo que representa un incremento del 53% frente a los 356 habitantes (Indec, 2001) del censo anterior. En el municipio la población ascendía a 594 en 2001 y 518 habitantes en 1991 (incremento del 14,7 %).
| Gráfica de evolución demográfica de Laguna Blanca entre 1991 y 2010 |
|                                                                     |
| Fuente: Censos nacionales del INDEC                                 |

## Imágenes

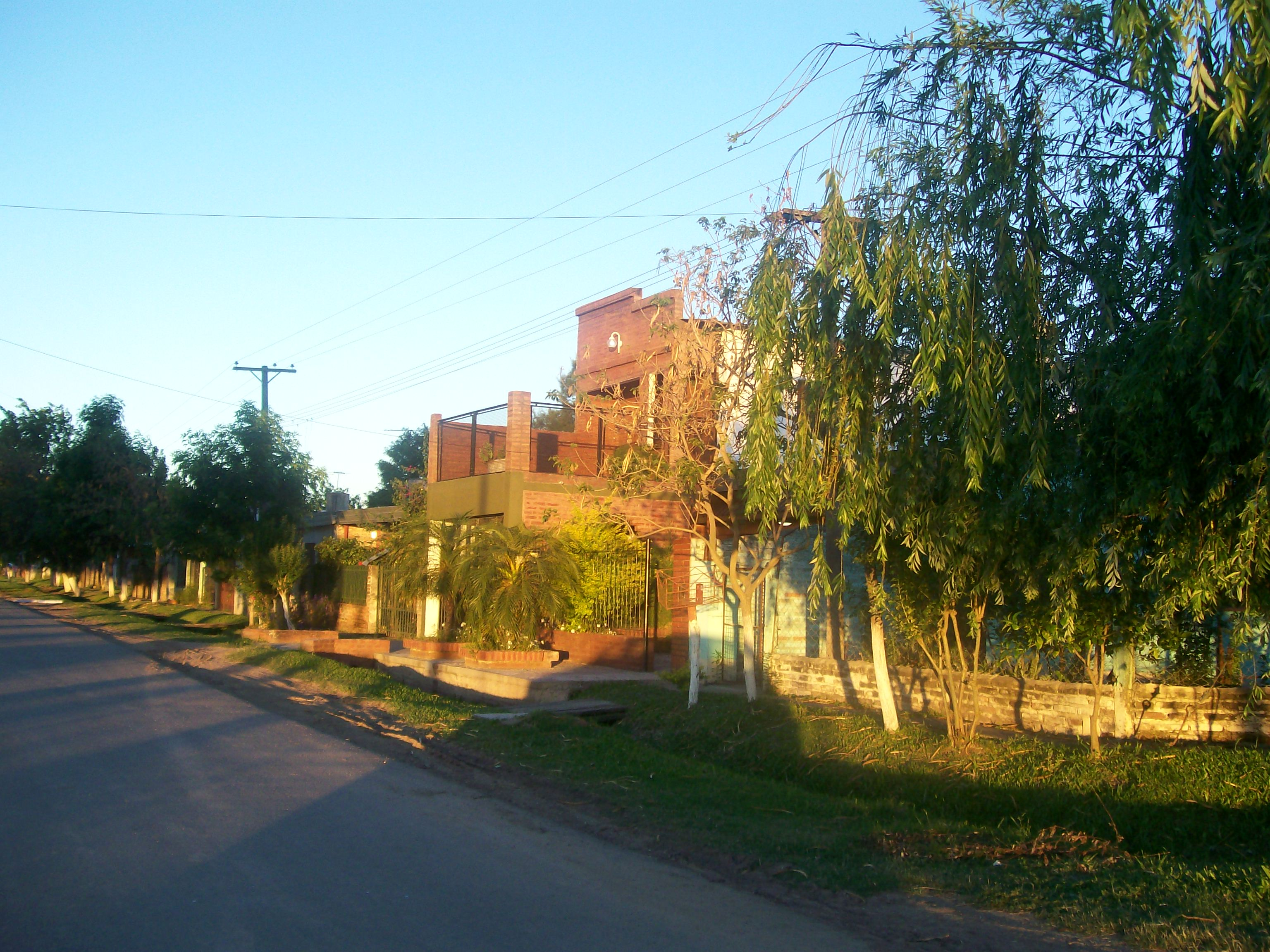
Calle principal.
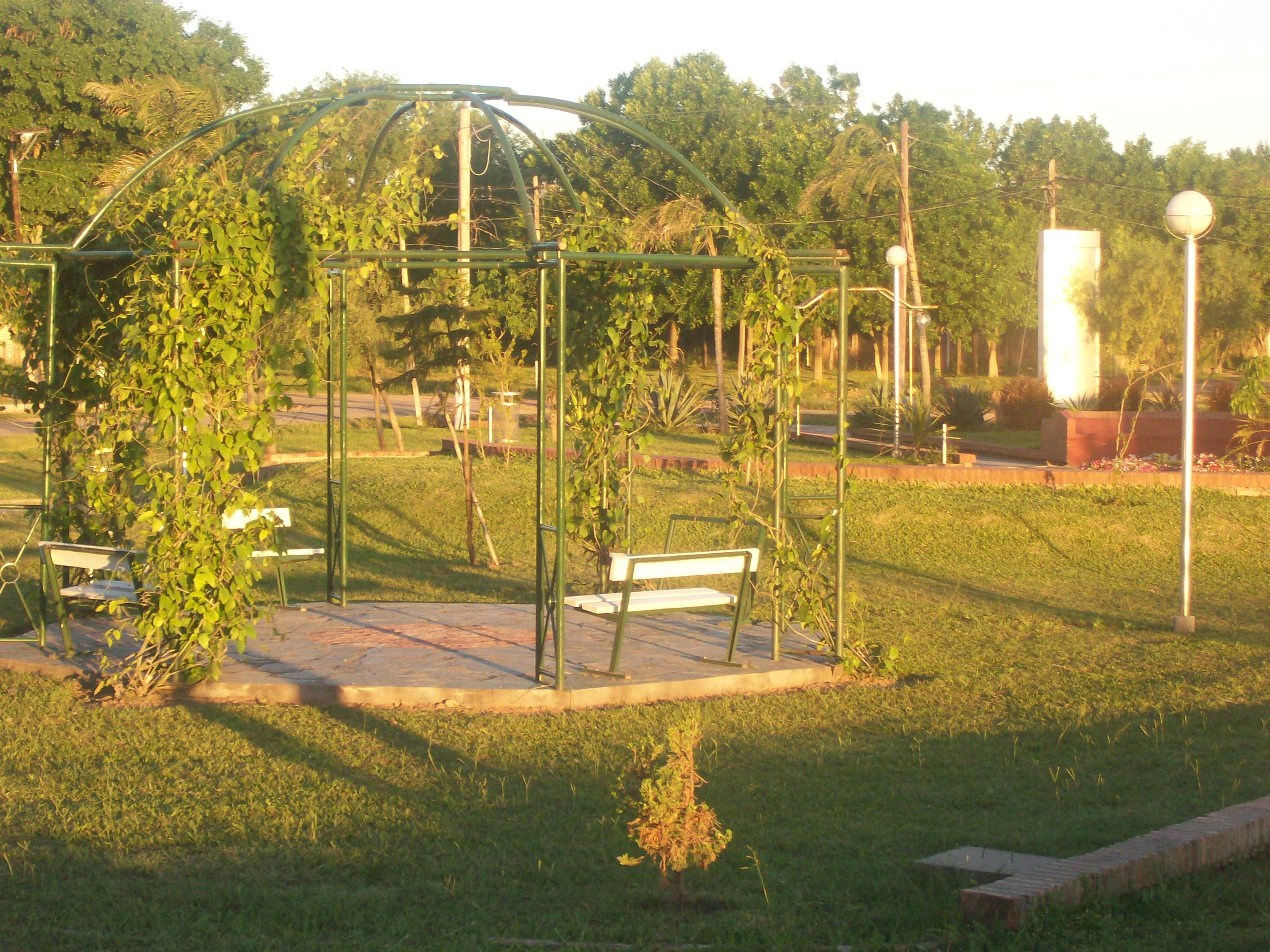
Plaza Malvinas Argentina, plaza principal de la localidad, junto a la estación de trenes.
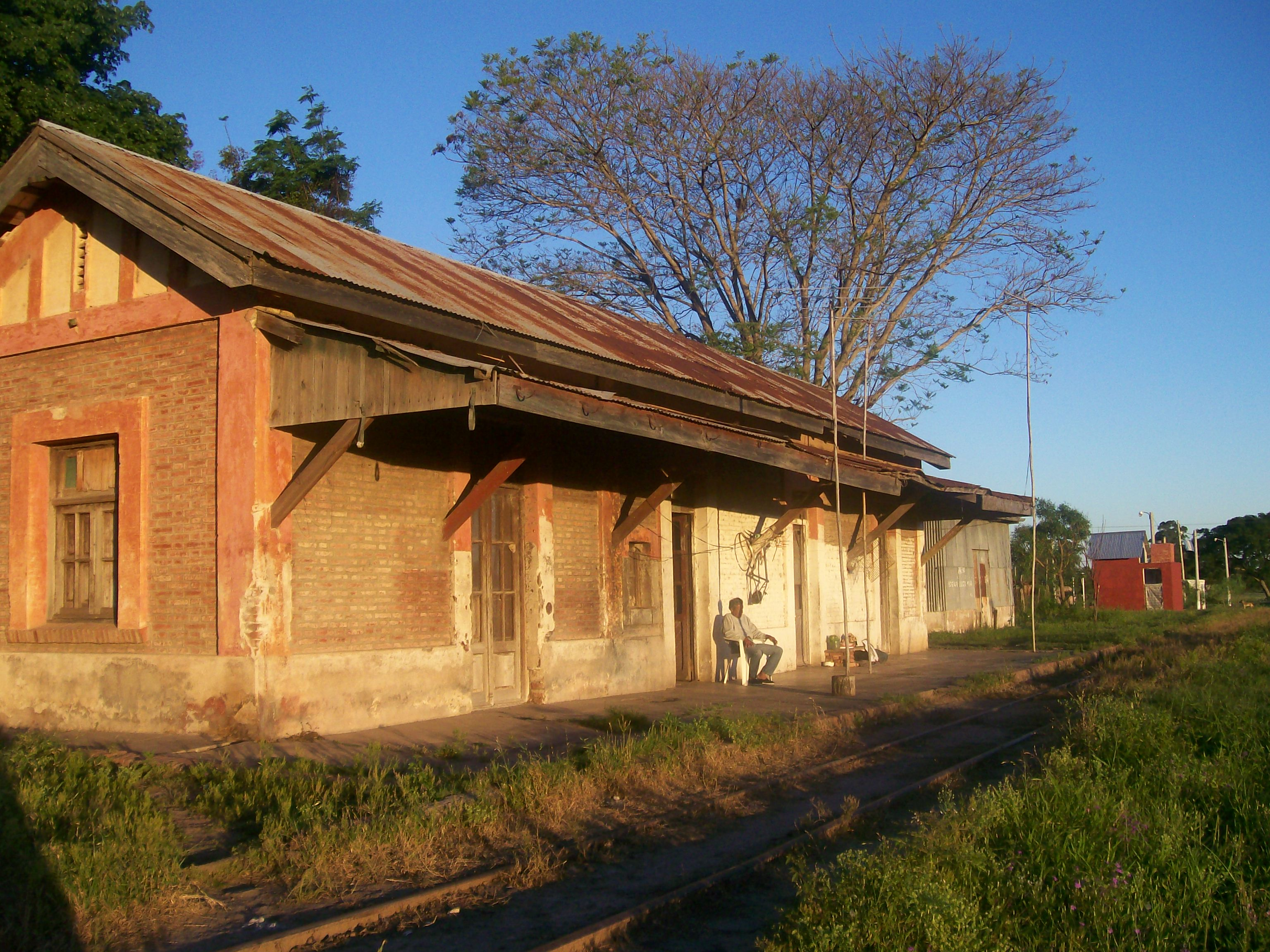
La estación de trenes fue el núcleo de atracción de los primeros pobladores.
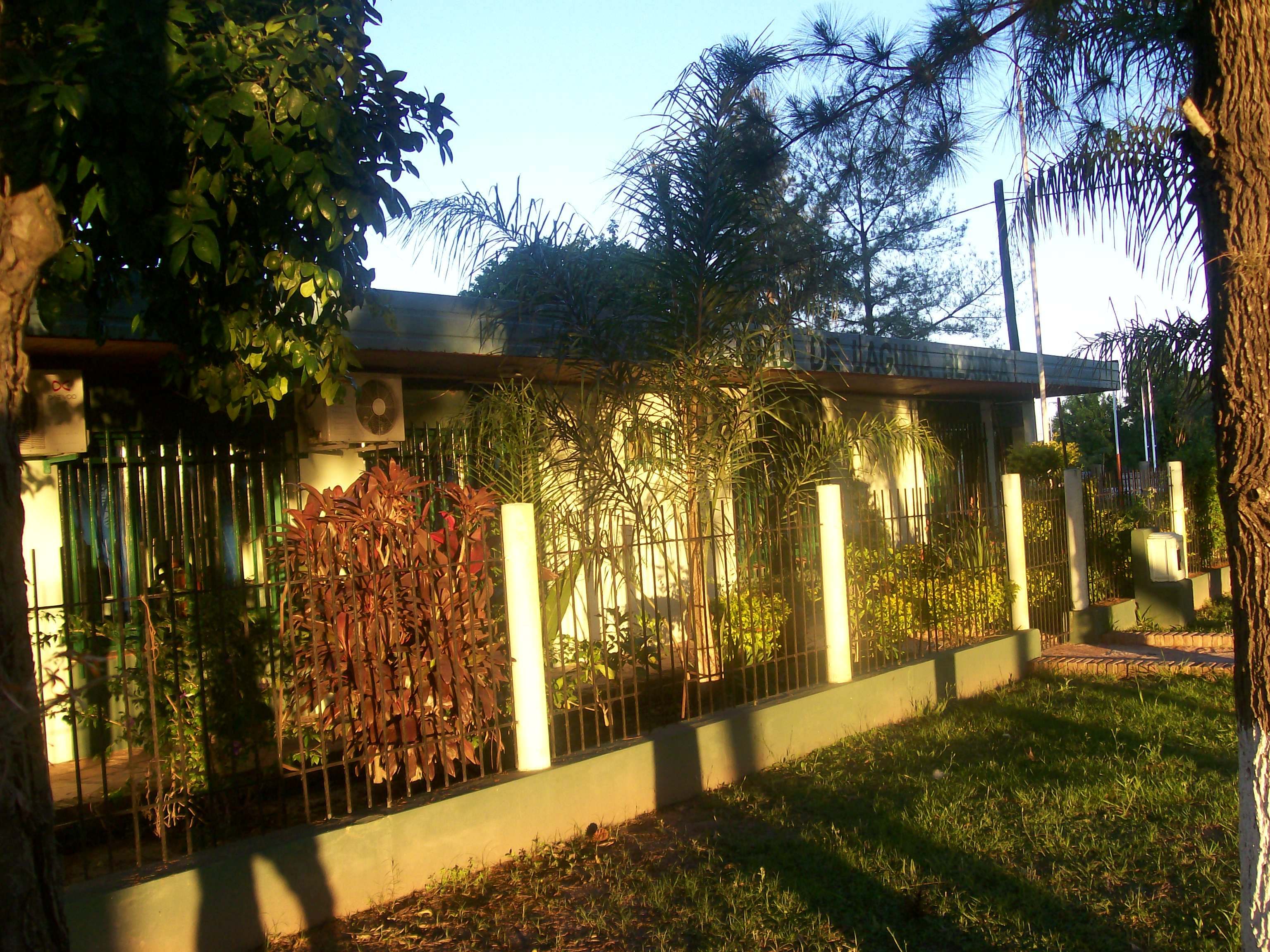
Sede de la Municipalidad de Laguna Blanca.